# Balaci
Balaci é uma comuna romena localizada no distrito de Teleorman, na região de Muntênia. A comuna possui uma área de 62.75 km² e sua população era de 2125 habitantes segundo o censo de 2007.